# Тупаје
Тупаје, верировке, ровке пењачице или ровчице дрвећа (лат. Scandentia) ред су ситних плаценталних сисара, који насељавају југоисточну Азију (Индомалајско зоогеографско царство). Ред броји 5 савремених родова са око 20 врста. Ове животиње имају већи однос између величине мозга и укупне телесне масе од било којег другог сисара, укључујући и људе. Овако високи коефицијенти нису неуобичајено за животиње мање тежине од једног килограма.
Зову се ровчице дрвећа (што асоцира на ровке), а упркос томе што су раније биле разврстане у Insectivora, нису стварне ровчице, а и све врсте не живе на дрвећу. Између осталог, верировке једу плодове биљака рода Rafflesia.
Међу редовима сисара, верировке су уско повезане са приматима и користе се као алтернатива примата у експерименталним студијама миопије, психосоцијалног стреса и хепатитиса.

## Опис
Тупаје имају дебело вунасто крзно и дуги реп, на којем скоро нема длака. Имају велике очи и покретне уши. Ноћне су животиње. Увек су спремне да побегну од грабљивица као што су сове, а своју главу могу да окрену готово за 360°. Дуге задње ноге им омогућавају да праве велике скокове међу гранама. Ове ситне животиње су тешке 85—110 грама. По облику тела, припадници овог реда углавном наликују веверицама. Екстремитети тупаја су пентадактилни и на прстима се налазе закривљене канџе.
Тупаје са Сундских острва, Борнеа, Суматре и два оближња мала острва су тамноцрвене боје и дужине до 15 центиметара, са готово дупло дужим репом. Филипинска тупаја је исте величине, али је она сивкасте боје, док је тупаја са Целебеса дуга око 13 центиметара и има тамно сивкасто крзно.
Приземне  врсте имају тенденцију да буду веће од арбореалних форми (које живе на дрвећу), као и да имају веће канџе, које користе за ископавање плена, као што су инсекти. Они су сваштоједи, хранећи се инсектима, малим кичмењацима, воћем и семеном. Имају слабо развијене очњаке и неспецијализоване кутњаке, са укупном зубном формулом:
- горња вилица = 2.1.3.3,
- доња вилица = 3.1.3.3[8]

Тупаје имају добро чуло вида, са бинокуларним гледањем у случају више врста које живе на дрвету. Већина су дневне, иако је оловкасторепа верировка ноћна животиња. Женске имају трудноћу дугу од 45 до 50 дана и рађају до три младунца, у гнезду које је обложено сувим лишћем унутар шупљине у стаблу. Млади се рађају слепи и без длака, али су у могућности да напусте гнездо већ након отприлике месец дана. У овом периоду, имају релативно мало мајчинске бриге, која их посећује само по неколико минута сваки други дан да их надоји. Сполну зрелост верировке достижу након око четири месеца и могу се узгајати много година, без јасне сезоне парења у већини врста.
Ове животиње живе у малим породичним групама, које бране своју територију од уљеза. Они обележавају своје територије помоћу различитих мирисних жлезда или урином, у зависности од припадности врсти. Име Tupaia је изведено из ријечи tupai, што на малајском језику значи веверица, а дао га је  Сер Стамфорд Рафлес. Оловкасторепе верировке у Малезији могу да конзумирају велике количине природно ферментираног нектара до садржаја алкохола од 3,8%, целе године без икаквих ефеката на понашање.

## Класификација
Оне чине целокупан ред Scandentia, подељен на породице Tupaiidae, тупаје и Ptilocercidae, оловкасторепа тупаја. Њихових 20 врста је смештено у пет родова.
Тупаје су били премештени из реда Insectivora у ред Primates због одређених унутрашњих сличности са приматима (на пример, сличности у анатомији мозга, које је истакао Сер Вилфрид Ле Грос Кларк), и класификовани су као „примитивни просимијани“, међутим они су се убрзо одвојени се од примата и премештени се у њихову засебну кладу. Односи тупија према приматима и другим уско повезаним кладама још увек се рафинирају.
Молекуларно филогенетска испитивања сугеришу да тупајама треба дати исти ранг (ред) као и примама, и да са приматима и летећим лемурима (колугоима), припадају прареду Euarchonta. Према овој класификацији, Euarchonta су сестра Glires (лагоморфи и глодари), а две групе су комбиноване у надред Euarchontoglires. Међутим, не може се искључити алтернативно постављање тупаја као сестре и Glires и Primatomorpha. Недавне студије постављају Scandentia за сестру Glires, обеснажити Euarchonta: управо је та организација приказана на доњем дијаграму стабла.
|  | (глодари)                  |
|  |                            |
|  | (кунићи, зечеви, двозупци) |
|  |                            |

|  | (Колуго)                            |
|  |                                     |
|  | \| \| \| \| \| \| \| \| \| \| \| \| |
|  |                                     |
|  |                                     |
|  |                                     |
|  |                                     |
|  |                                     |

|  |  |
|  |  |
|  |  |
|  |  |

|  | (Колуго)                            |
|  |                                     |
|  | \| \| \| \| \| \| \| \| \| \| \| \| |
|  |                                     |
|  |                                     |
|  |                                     |
|  |                                     |
|  |                                     |

|  |  |
|  |  |
|  |  |
|  |  |

|  | (глодари)                  |
|  |                            |
|  | (кунићи, зечеви, двозупци) |
|  |                            |

|  | (Колуго)                            |
|  |                                     |
|  | \| \| \| \| \| \| \| \| \| \| \| \| |
|  |                                     |
|  |                                     |
|  |                                     |
|  |                                     |
|  |                                     |

|  |  |
|  |  |
|  |  |
|  |  |

|  | (Колуго)                            |
|  |                                     |
|  | \| \| \| \| \| \| \| \| \| \| \| \| |
|  |                                     |
|  |                                     |
|  |                                     |
|  |                                     |
|  |                                     |

|  |  |
|  |  |
|  |  |
|  |  |

Неколико других аранжмана ових редова било је предложено у прошлости, и горње стабло је само фаворизовани предлог. Иако је познато да је Scandentia једна од најосновнијих Euarchontoglire клада, тачан филогенетски положај се још не сматра решеним. Могуће је да је она сестра Glires, Primatomorpha, или Dermoptera, или је одвојена од свих осталих Euarchontoglires.

### Ред
Двадесет врста је смештено у четири рода, који су подељени у две породице. Већина их је у породици „обичних“ тупаја, Tupaiidae, али једна врста, оловкасторепа тупаја, довољно је различита да оправдава своје смештање у своју породицу, Ptilocercidae. Сматра се да су се две породице раздвојиле пре 60 милиона година. Некадашњи Tupaiidae род Urogale расформиран је 2011. године када је дрвеће минданоанска тупаја премештена у Tupaia на бази молекуларне филогеније.
- Ред 
  - Породица 
    - Род 
      - Мадраска тупаја ()

    - Род 
      - Борнејска глаткорепа тупаја ()
      - Северна глаткорепа тупаја ()

    - Род 
      - Северна тупаја ()
      - Златнотрба тупаја ()
      - Пругаста тупаја ()
      - Обична тупаја ()
      - Витка тупаја ()
      - Хорсфилдова тупаја ()
      - Дугостопа тупаја ()
      - Патуљаста тупаја ()
      - Каламанска тупаја ()
      - Планинска тупаја ()
      - Никобарска тупаја ()
      - Палаванска тупаја ()
      - Обојена тупаја ()
      - Румена тупаја ()
      - Велика тупаја ()

    - Род 
      - Минданоанска тупаја ()

  - Породица 
    - Род 
      - Оловкасторепа тупаја ()

## Фосили
Фосилни остаци верировки су сиромашни. Најстарија могућа верировка, Eodendrogale parva, је из средњег еоцена у Хенану, Кина, али је идентитет ове животиње неизвјестан. Остали фосили су пореклом из миоцена, са подручја Тајланда, Пакистана, Индије и Јунана, Кина, као и плиоцена Индије. Већина припада породици Tupaiidae; сматра се да је једна фосилна врста описана из олигоцена Јунана ближа оловкасторепој тупаји.
Именоване фосилне врсте укључују Prodendrogale yunnanica, Prodendrogale engesseri, и Tupaia storchi из Јунана, Tupaia miocenica са Тајланда, Palaeotupaia sivalicus из Индије и  из Јунана.

## Исхрана
Тупаје су једини искључиви месоједи међу приматима.
Хране се ларвама, жабама, ситним птицама и инсектима.

## Галерија
- Источна глаткорепа тупаја
- Anathana ellioti
- Tupaia nicobarica nicobarica
- Тупаја у зоолошком врту Артис у Амстердаму, Холандија
- Tupaia dorsalis